# راهرو حمل و نقل هوایی (آمایش)

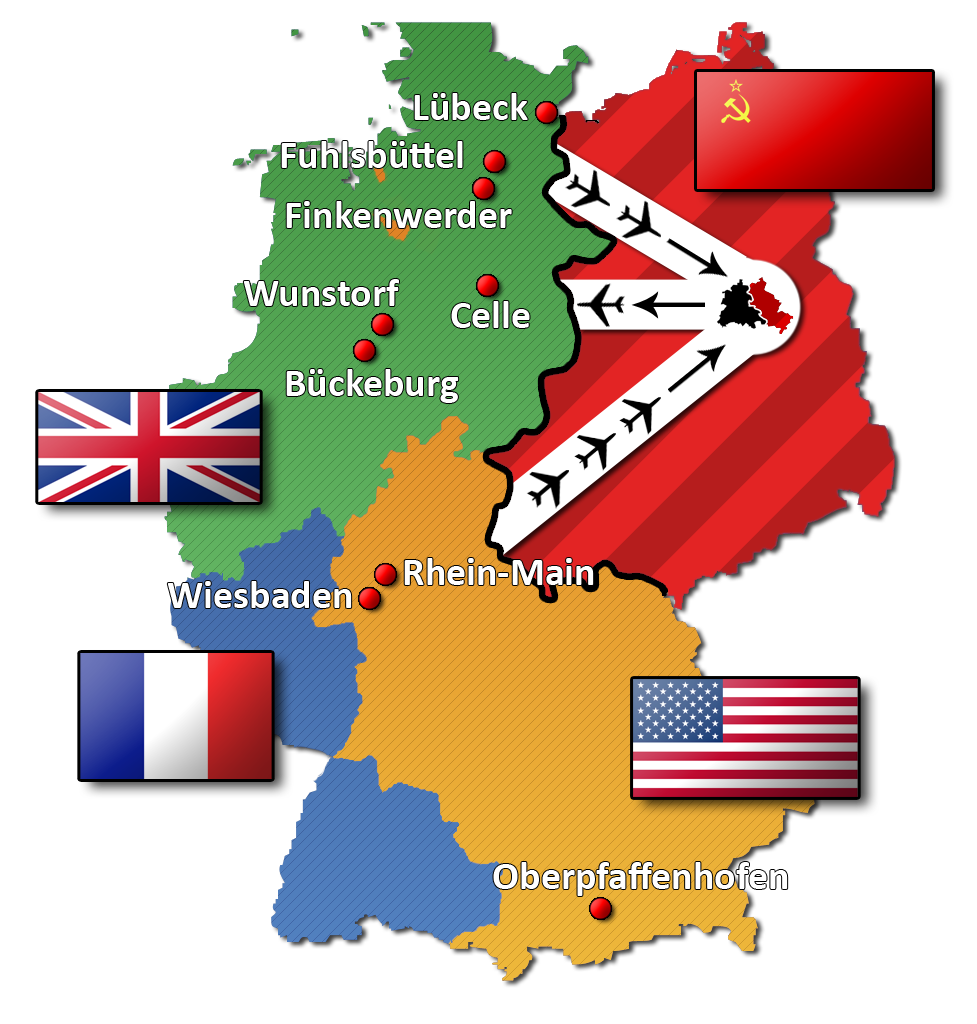
سه راهرو هوایی در طول پرواز هوایی برلین

اصطلاح راهرو حمل و نقل هوایی به‌طور کلی به یک راهرو هوایی موقت به یک نقطه جغرافیایی خاص اشاره دارد. در نتیجه، کالاها یا به ندرت افراد از طریق هوایی حمل و نقل می‌شوند. این تأسیسات به یک هدف خاص گره خورده‌است، به طوری که این اصطلاح فقط در رابطه با نامگذاری مرتبط با عملیات نظامی یا غیرنظامی استفاده می‌شود.

## هدف
هدف‌هایی که منجر به ایجاد یک خط هوایی می‌شود عبارتند از:
- راهرو تدارکاتی برای نیروهای نظامی در نبرد محاصره
- کریدور تأمین برای مناطق بزرگتر فاجعه پس از بلایای طبیعی
- تخلیه سریع بخش بزرگی از جمعیت از مناطق بحرانی
- کمک‌های بشردوستانه
- انتقال سریع واحدهای نظامی به منطقه بحرانی

## تاریخچه

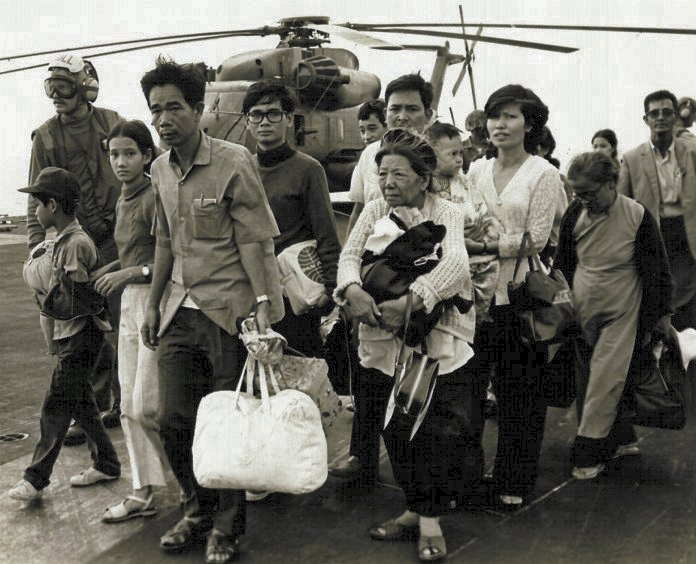
تخلیه ویتنامی‌ها، ۲۹. آوریل ۱۹۷۵

اولین حمل و نقل هوایی در تاریخ جهان در اوایل تابستان سال ۱۹۲۰ در پومرانیا انجام شد. معاهده ورسای کریدور لهستانی را ایجاد کرد و پروس شرقی را به جزیره حاشیه ای رایش آلمان تبدیل کرد. زمانی که همه‌پرسی در شرق و غرب پروس برگزار شد، طرف لهستانی سعی کرد سفر از طریق راه‌آهن تضمین شده بین‌المللی را برای کسانی که حق رای دارند دشوار یا غیرممکن کند. به همین دلیل است که نه تنها سرویس دریایی پروس شرقی ایجاد شد، بلکه حمل و نقل هوایی از استولپ به فرودگاه Devau در نزدیکی Königsberg نیز ایجاد شد. آنها هواپیماهای دوباله قدیمی آلمانی مربوط به جنگ جهانی اول بودند که متفقین به دلیل قدیمی بودن آنها به آلمانی‌ها سپرده بودند.
حمل و نقل هوایی با در دسترس بودن تعداد کافی هواپیماهای ترابری (از حدود دهه ۱۹۳۰) مرتبط بوده و هستند. در مورد پروازهای تدارکاتی نیز می‌توان کالاها را به جای فرود در منطقه مورد نظر بر فراز منطقه هدف رها کرد. در طی اقدامات تخلیه، باندهای گمشده باید با استفاده از هلیکوپترها جبران شود، اما ظرفیت حمل و نقل بسیار کمتری دارند.
اولین حمل و نقل هوایی مهم نیروهای ژنرال فرانسیسکو فرانکو در آغاز جنگ داخلی اسپانیا از ۲۸ تا ۲۸ آوریل ۱۹۴۵ بود. جولای تا اکتبر ۱۹۳۶. با حمایت دولت نازی و فاشیسم ایتالیایی، ۲۵۰۰۰ سرباز با هواپیمای Junkers Ju 52/3m از تنگه جبل الطارق عبور کردند.
در طول جنگ جهانی دوم، حمل و نقل هوایی نظامی به یک تاکتیک رایج تبدیل شد، تا حدی به دلیل در دسترس بودن هواپیماهای توانمندتر برای حمل و نقل هوایی بستگی داشت.
دیگر پروازهای هوایی تاریخی بودند
- ۱۹۴۱/۴۲: تأمین نیروهای آلمانی در نبرد دمیانسک (۹۶۰۰۰ نفر)
- ۱۹۴۲: حمل و نقل هوایی ایالات متحده بر فراز هامپ برای تأمین نیروهای چینی (تا سال ۱۹۴۵)
- ۱۹۴۳: تدارکات نیروهای آلمانی در نبرد استالینگراد (۳۰۰۰۰۰ نفر)
- ۱۹۴۳ تدارکات نیروهای آلمانی-ایتالیایی در تونس در طول لشکرکشی تونس (۲۵۰۰۰۰ نفر)
- آوریل/مه ۱۹۴۵: عملیات Manna و Chowhound آغاز شد. اینها عملیات نظامی بشردوستانه توسط نیروهای هوایی متفقین با تحمل قدرت اشغالگر آلمان برای نجات جمعیت گرسنه هلندی، نیروی هوایی سلطنتی تحت حمایت نیروهای استرالیایی، کانادایی، نیوزیلندی و لهستانی از ۲۹ سال بود. آوریل تا ۷ می با مواد غذایی از بمب افکن‌های سنگین بر فراز بخش‌هایی از هلند که از زمستان هنگرو رنج می‌برد، فرود آمد. نیروی هوایی ارتش ایالات متحده از ۰۱٫۰۱ پرواز کرد. اردیبهشت تا ۸ می عملیات مشابه، عملیات Chowhound. از آنجایی که پروازهای تدارکاتی به تنهایی کافی نبود، متفقین و طرف آلمانی همچنین موافقت کردند که غذا را با کامیون در منطقه رنن (عملیات فاوست) و در آبراه روتردام به عنوان بخشی از یک آتش‌بس تأمین کنند.
- ۱۹۴۸: حمل و نقل هوایی برلین برای تدارکات در طول محاصره برلین (تا سال ۱۹۴۹)
- ۱۹۷۵: در پایان جنگ ویتنام از طریق سفارت ایالات متحده در سایگون اخراج شد
- ۱۹۷۵: حمل و نقل هوایی لوآندا - لیسبون برای تخلیه روزانه ۴۰۰۰ رتورنادو (سپتامبر ۱۹۷۵) قبل از شروع جنگ داخلی در آنگولا قبل از استقلال این کشور از پرتغال در همان سال. در مجموع حدود ۱۷۴۰۰۰ نفر از طریق چندین پرواز هوایی از آنگولا و موزامبیک به پرتغال آورده شدند.

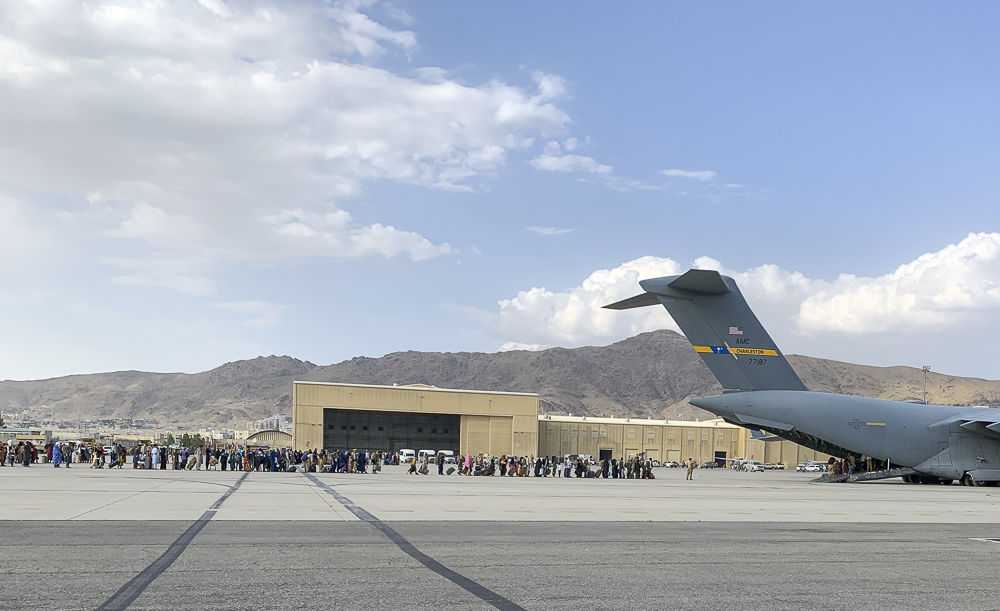
تخلیه در فرودگاه کابل در ماه اوت ۲۰۲۱

- تخلیه در فرودگاه کابل در ماه اوت ۲۰۲۱ ۱۹۸۴: تخلیه ۸۰۰۰ یهودی اتیوپیایی طی قحطی به عنوان بخشی از عملیات موسی
- ۱۹۹۲، از ۱۲. فوریه: فرماندهی حمل و نقل هوایی نظامی ایالات متحده از هواپیمای لاکهید سی-۵ گلکسی برای رساندن غذا به مردم مسکو از فرانکفورت در ماین استفاده می‌کند.[۳]
- ۱۹۹۲: تأمین در طول محاصره طولانی مدت سارایوو (تا سال ۱۹۹۶)
- ۱۹۹۹: فاجعه بهمن گالتور - تأمین و تخلیه
- ۲۰۰۴: تخلیه ۶۰۰۰ غیرنظامی از ساحل عاج
- ۲۰۱۰: عرضه جزیره بزرگ گاو از یخ در آبدره فلنزبورگ قطع شد[۴]
- ۲۰۲۰: کمپین بازگشت COVID-19 توسط دولت فدرال آلمان در جریان همه‌گیری COVID -19 راه اندازی شد. با بازگرداندن بیش از ۲۴۰۰۰۰ نفر، بزرگترین کمپین بازگشت به کشور در تاریخ آلمان.[۵]
- ۲۰۲۱: در جنگ در افغانستان، یک خط هوایی برای تخلیه پرسنل آلمانی از کابل تشکیل شد (به ۲۰۲۱ هواپیمایی افغانستان مراجعه کنید).
- ۲۰۲۲: پس از شروع تهاجم روسیه به اوکراین، در مارس ۲۰۲۲ یک حمل‌ونقل هوایی تحت حمایت سازمان غیرانتفاعی آکادمی دانوب اروپایی با سازمان نجات هوایی اوکراین ایجاد شد که بیش از ۱۰۰ خلبان در آن شرکت می‌کنند.[۶]

## لینک‌های وب
- بایگانی‌شده  در [تاریخ ناموجود] توسط tagesschau.de [خطا: نشانی ناشناختهٔ بایگانی] auf tagesschau.de
- Die Berliner Luftbrücke Feature auf Bayern2 Radiowissen (MP3)